# تاباسالو

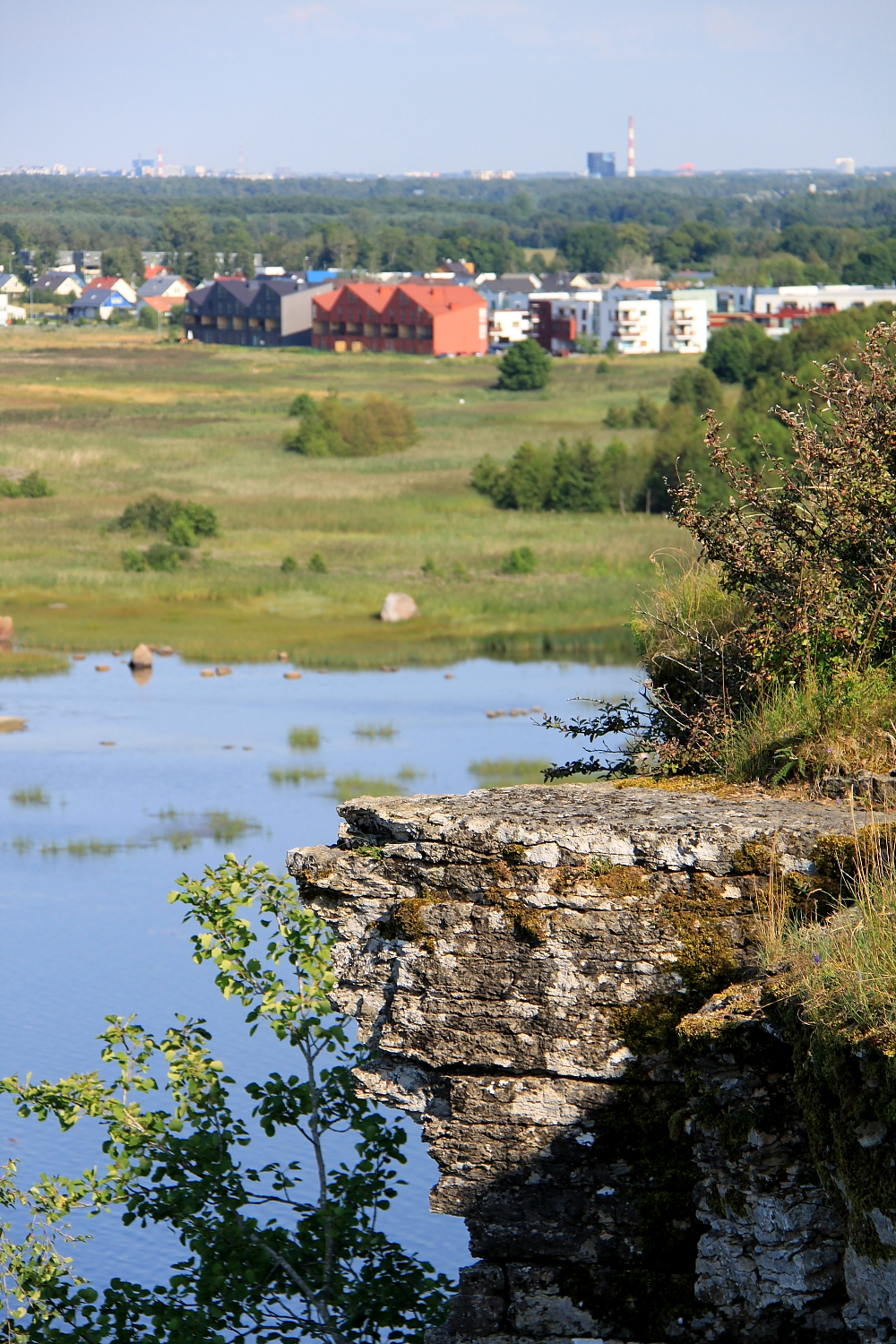
تاباسالو منطقه مسکونی در استونی

تاباسالو (به لاتین: Tabasalu) یک منطقهٔ مسکونی در استونی است که در دهستان هارکو واقع شده‌است. تاباسالو ۳٬۵۲۷ نفر جمعیت دارد.